# ファミリーラジオ
ファミリーラジオ（Family Radio）は、アメリカ合衆国カリフォルニア州オークランドに本拠を置く、キリスト教系の宗教放送局。

## 概要
1959年開局。アメリカ国内ではサンフランシスコのKEARを中心として、各地のFM・AM局で中継されているほか、若干のTV番組も製作している。
またフロリダ州オキチョビーのWYFRから短波による国際放送を行っている。世界各地の中継局も介しながら、後述の日本語を含む15以上の言語で放送が行われている。
これらの放送は下記公式サイトからインターネットを通じて聞くことが出来る。
- 内容は聖書の終末預言に関するメッセージが中心である。プロテスタント的であるが、一般の教会組織とは一切関係ないという立場を表明している。
- 代表者は、ハロルド・E・キャンピング(Harold Egbert Camping)である。

## 日本語放送
日本語放送は2005年4月13日に開始された。短波放送が下火となった21世紀になって開始された短波日本語放送として、一定の関心を集めたが、放送内容は聖書の話を核とした伝統的な宗教放送のスタイルである。
- 2016年2月現在

| 放送時間(JST) | 周波数  |
| 19:00-20:00   | 5850kHz |

※JST=UTC+9
- 2011年7月9日現在ロシア、コムソモリスク・ナ・アムーレからの中継が停止しているため日本語放送も中断していた。
- 2014年10月1日に米国フロリダ州のWRMIから日本語放送が再開された。

## 宣教の指針
- 公式声明として「ファミリーラジオは聖書に基づいたキリスト教ラジオ伝道組織で、教会とは一切関係ありません。」と表明している。[1]
- 終末預言として、神は2011年5月21日に審判の日（ハルマゲドン）をもたらすと、世界の終末の日時を設定している。[2]

## 外部サイト
- Family Radio 公式サイト（英語）
- 上記公式サイトの日本語ページ